# Тритон (митологија)
Тритон (грч. Τρίτων) ( лат. Triton) је био морски бог, Посејдонов и Амфитритин син. Реч Тритон долази од речи грч. trethan што значи „море”.

## Митологија
Тритон је био дивовског раста и замишљан је као пола човек, а пола риба. Становао је у палати својих родитеља, која се налазила под морем у близини Ега, или у Тритоновом језеру у Либији. Тритон је путовао морском површином јашући на делфинима или се возио у златној кочији коју је добио од свога оца Посејдона. У рукама је увек носио трозубац са којим је могао да разбије било коју стену, али је био мањи од трозупца његовог оца. Поред тога, он је увек са собом носио и велику, савијену шкољку и ако би у њу јако затрубио изазвао би морску олују, а тихим звуком је био у стању да утиша и најјаче ветрове и да обузда олује. Тритона су због његових особина посебно поштовали морнари, као и људи који су живели крај обала мора, а богови су га поштовали и због његовог порекла.
Тритон је морско божанство, слично Нереју, Глауку и Форку, које дувањем у велику шкољку узбуркава и стишава море. Веровало се да је он на тај начин натерао гиганте у бекство и зауставио воде Деукалионовог потопа. Тритон служи Посејдона, упреже његове кочије или му приводи делфине да их узјаше. Он је љубазан бог, који помаже морнарима, а суров је једино према онима који се узохоле. Чувени Енејин трубач Мезен, пошто му нико није био раван у свирању на труби, до те мере је постао охол да је позвао на такмичење Тритона, чији је инструмент била велика морска шкољка. Тритон је обесног Мезена бацио у таласе и разбио га о стену.
Тритон је имао кћерку Паладу, која је одрасла на очевом двору у друштву Атине. Богиња је провела детињство у Тритоновом дому и уобичајавала је да са Паладом вежба ратничке вештине. Кад је једног дана Тритонова кћерка затегла лук, Зевс је, плашећи се да стрела не погоди Атину, ставио испред Паладе своју егиду. Девојчица се пред егидом укочила од страха и није успела да се склони од стреле коју је Атина у међувремену одапела. У жалости за изгубљеном другарицом, Атина је начинила њен кип, који је назван Паладион. Друга Тритонова кћерка, Тритеја, била је Атинина свештеница.

## Митови о Тритону
Посејдонов и Амфитритин син. Кад је Јасон са Аргонаутима кренуо у Делфе да посвети Аполону бронзани троножац, бура га је одбацила од Малијског залива до Либије, где се лађа насукала у плићацима Тритонског језера. Јунаке је избавио из невоље сам бог Тритон; он је замолио Јасона да му подари троножац, а обећао је заузврат да ће му показати излаз из језера. Пошто је добио троножац, Тритон га је ставио у своје светилиште, а затим је прорекао Аргонаутима да ће, ако један од њихових потомака дође и узме троножац, на обалама Тритонског језера изникнути стотину грчких градова. Други приповедају да је у тренутку кад су Аргонаути залутали на Тритонском језеру Орфеј посаветовао Јасона да изнесе на обалу велики Аполонов троножац и да га посвети богу земље. Кад је то учињено, Тритон се, у лику Еурипила, појавио пред јунацима, пружио им грумен земље и обећао да ће им бити вођа на путу. Тај грумен прихватио је Еуфем, а Тритон је са троношцем нестао у дубинама језера. Јунацима је постало јасно да је пред њима стајао бог, и Јасон му је жртвовао овцу. Тада се Тритон појавио пред Аргонаутима у свом божанском лику. Од круне до струка имао је изглед бесмртника, али је доњи део његовог тела био у виду рибе са два репа, који су се завршавали перајима у виду Месечевог српа. Он је лађу Арго извео кроз узани пролаз и Аргонаути су наставили пут ка домовини. Кад су се приближили Пелопонезу, Еуфем је сањао да се грумен земље, Тритонов дар, преображава у дивну жену, која му налаже да грумен баци у море код Анафе и обећава да ће се она сама појавити пред његовим потомцима. Комад дароване земље који је Еуфем бацио у море претворио се у прекрасно острво Калисту, касније названо Тера.
Позната су и предања која приказују Тритона као разбојника и крадљивца. У Беотији се причало да је напао жене из Танагре док су се купале у мору ради очишћења за Дионисов празник. На њихове вапаје и молбе, Дионис се појавио пред Тритоном и у борби га савладао. Тритон је односио и говеда кад би ушла у море, а нападао је и мале лађе. Да би се ослободили тог зла, становници Танагре оставили су на обали врч вина; мирис пића привукао је Тритона, који је испио вино, а затим заспао на обали. Један човек је уснулом Тритону секиром одсекао главу. Зато што је Тритон настрадао због вина, веровало се да га је убио Дионис.
Почевши од 4. века старе ере, уместо једног, помиње се више тритона, који говоре људским гласом и свирају у шкољке. Тритони су описивани као мочварне жабе. Сви имају плаве очи, зелену косу, велика уста, са зубима као у дивљих звери, шкрге испод ушију, руке храпаве као површина шкољке и доњи део тела у виду делфина. Тритони чине веселу и раскалашну дружину која, заједно са Нереидама, прати Посејдона и Амфитриту.

## Тритон од времена ренесансе
- Највећи месец планете Нептун је назван Тритон јер је Нептун Римски Посејдонов еквивалент.
- Породица великих морских пужева, назива се Тритонов пуж или Тритонова труба. Јер су још од антике неке од њихових шкољки кориштене као трубе.
- Краљ Тритон је лик из Дизнијевог цртаног филма "Мала сирена" који је инспирисан грчким богом мора Тритоном.